# Canton d'Aillant-sur-Tholon
Le canton d'Aillant-sur-Tholon est une division administrative française du département de l'Yonne.
Le redécoupage des arrondissements intervenu en 1926 n'a pas affecté le canton.

## Composition
Le canton d'Aillant-sur-Tholon, d'une superficie de 245 km2, est composé de vingt communes
.
| Nom                       | Code Insee | Intercommunalité   | Superficie (km2) | Population (dernière pop. légale) | Densité (hab./km2) |
| ------------------------- | ---------- | ------------------ | ---------------- | --------------------------------- | ------------------ |
| Aillant-sur-Tholon        | 89003      | CC de l'Aillantais | 18,20            | 1 401 (2014)                      | 77                 |
| Branches                  | 89053      | CA de l'Auxerrois  | 10,99            | 495 (2014)                        | 45                 |
| Champvallon               | 89078      | CC de l'Aillantais | 6,83             | 686 (2014)                        | 100                |
| Chassy                    | 89088      | CC de l'Aillantais | 16,45            | 462 (2014)                        | 28                 |
| Fleury-la-Vallée          | 89167      | CC de l'Aillantais | 15,06            | 1 112 (2014)                      | 74                 |
| Guerchy                   | 89196      | CC de l'Aillantais | 11,86            | 659 (2013)                        | 56                 |
| Laduz                     | 89213      | CC de l'Aillantais | 7,54             | 328 (2013)                        | 44                 |
| Merry-la-Vallée           | 89251      | CC de l'Aillantais | 18,31            | 394 (2014)                        | 22                 |
| Neuilly                   | 89275      | CC de l'Aillantais | 13,39            | 448 (2013)                        | 33                 |
| Les Ormes                 | 89281      | CC de l'Aillantais | 8,55             | 309 (2014)                        | 36                 |
| Poilly-sur-Tholon         | 89304      | CC de l'Aillantais | 19,56            | 707 (2014)                        | 36                 |
| Saint-Aubin-Château-Neuf  | 89334      | CC de l'Aillantais | 24,89            | 517 (2013)                        | 21                 |
| Saint-Martin-sur-Ocre     | 89356      | CC de l'Aillantais | 4,58             | 64 (2013)                         | 14                 |
| Saint-Maurice-le-Vieil    | 89360      | CC de l'Aillantais | 4,93             | 358 (2014)                        | 73                 |
| Saint-Maurice-Thizouaille | 89361      | CC de l'Aillantais | 1,95             | 264 (2014)                        | 135                |
| Senan                     | 89384      | CC de l'Aillantais | 17,54            | 760 (2014)                        | 43                 |
| Sommecaise                | 89397      | CC de l'Aillantais | 15,53            | 357 (2014)                        | 23                 |
| Villemer                  | 89457      | CC de l'Aillantais | 4,26             | 241 (2013)                        | 57                 |
| Villiers-sur-Tholon       | 89473      | CC de l'Aillantais | 15,50            | 485 (2014)                        | 31                 |
| Volgré                    | 89484      | CC de l'Aillantais | 9,55             | 353 (2014)                        | 37                 |

## Représentation

### conseillers généraux de 1833 à 2015
| Période               | Identité                                  | Parti          | Qualité |  |
| --------------------- | ----------------------------------------- | -------------- | --- |  |
| 1833-1846 (décès)     | Baron Edme Collibeaux de Champvallon      |                | Ancien Sous-Intendant militaire Propriétaire, Maire de Champvallon |  |
| 1846-1848             | Louis Marie de Lahaye Vicomte de Cormenin | Extrême-gauche | Auditeur puis Maître des Requêtes au Conseil d'État Ancien député du Loiret (1828-1830) Ancien député de l'Ain (1830-1834) Ancien député de l'Yonne (1834-1846) Député de la Seine (1848-1849) |  |
| 1848-1870             | Jean-Baptiste Clair Napoléon Précy        |                | Notaire, propriétaire, maire de Chassy |  |
| 1870-1871             | Adrien Joseph de Gislain de Bontin        | Conservateur   | Magistrat, ancien député (1846-1848) Propriétaire aux Ormes |  |
| 1871-1879 (démission) | Paul Bert                                 | Républicain    | Médecin et physiologiste Député (1872-1886) Ministre (1881-1882) |  |
| 1879-1901             | Pierre Roy                                | Républicain    | Médecin-vétérinaire - Maire d'Aillant-sur-Tholon |  |
| 1901-1913             | Fernand Lesueur                           | Rad            | Docteur-médecin à Aillant-sur-Tholon puis à Bezons (Seine-et-Oise) |  |
| 1913-1919             | Jean Hubert                               | Rad            | Ancien minotier à Aillant-sur-Tholon et à Bordj-Menaïel (Algérie) |  |
| 1919-1925             | Georges Guérin                            | URD            | Président de la coopérative de machines agricoles Propriétaire à Villemer |  |
| 1925-1940             | Paul Auguste Hournon                      | Rad            | Agriculteur, maire de Villemer, conseiller d'arrondissement Nommé conseiller départemental en 1943                                                                                             |  |
|                       |                                           |                | |  |
| 1945-1951             | Geneviève Boucard                         | PCF            | Ancienne résistante à Migennes (Mouvement Unifié de la Résistance Française) |  |
| 1951-1958             | Roger Houchot                             | DVD            | Agriculteur à Aillant-sur-Tholon |  |
| 1958-1964             | Marcel Brault (1889-1973)                 | DVD            | Boulanger à Chassy |  |
| 1964-1994             | Raymond Pourrain                          | RI puis DVD    | Journaliste Maire d'Aillant-sur-Tholon |  |
| 1994-2008             | Andrée Gollot                             | RPR puis DVD   | Maire de Saint-Maurice-le-Vieil (1971-2020) |  |
| 2008-2015             | William Lemaire                           | UMP            | Agent général d'assurances Maire d'Aillant-sur-Tholon puis de Montholon (2001-2018) Élu en 2015 dans le Canton de Charny                                                                       |  |

### Conseillers d'arrondissement (de 1833 à 1940)
Le canton d'Aillant appartenait à l'arrondissement de Joigny jusqu'à sa disparition en 1926.
| Période                                  | Période      | Identité                              | Étiquette   | Qualité |
| ---------------------------------------- | ------------ | ------------------------------------- | ----------- | --- |
| 1833                                     | 1839         | Louis Hypolite Burat                  |             | Maire de Branches                                                                                           |
| 1839                                     | 1845         | Napoléon Précy (1803-1874)            |             | Notaire, propriétaire, maire de Chassy                                                                      |
| 1845                                     | 1848         | Louis Hypolite Burat                  |             | Maire de Branches                                                                                           |
| 1848                                     | 1870         | Rémy Victor Moussu                    |             | Notaire, maire de Senan                                                                                     |
| 1870                                     | 1877         | Jean-Théophile Gallet-Gout            |             | Propriétaire à Saint-Maurice-le-Vieil                                                                       |
| 1877                                     | 1883         | M. Habert                             |             | Meunier à Villiers-sur-Tholon                                                                               |
| 1883                                     | 1896 (décès) | Auguste Cyriaque Hournon (1823-1896)  | Républicain | Maire de Villemer                                                                                           |
| 1896                                     | 1904         | Jean Vincent Denis Vacher (1847-1911) | Radical     | Instituteur à Fleury-la-Vallée                                                                              |
| 1904                                     | 1919         | Nisier Brigout                        |             | Instituteur retraité, maire de Champvallon                                                                  |
| 1919                                     | 1925         | Paul Auguste Hournon                  | Radical     | Agriculteur, maire de Villemer                                                                              |
| 1925                                     | 1940         | Henri Argoud (1872-1952)              |             | Vétérinaire, maire d'Aillant-sur-Tholon                                                                     |
| Les données manquantes sont à compléter. |              |                                       |             | |
| 1940                                     |              |                                       |             | Les conseils d'arrondissement ont été suspendus par la loi du 12 octobre 1940 et n'ont jamais été réactivés |

## Démographie

### Évolution démographique
| 1962  | 1968  | 1975  | 1982  | 1990  | 1999  | 2006  | 2011   | 2012   |
| ----- | ----- | ----- | ----- | ----- | ----- | ----- | ------ | ------ |
| 7 635 | 7 192 | 7 373 | 7 872 | 8 290 | 8 786 | 9 832 | 10 237 | 10 300 |

### Âge de la population
La pyramide des âges, à savoir la répartition par sexe et âge de la population, du canton d'Aillant-sur-Tholon en 2009 ainsi que, comparativement, celle du département de l'Yonne la même année sont représentées avec les graphiques ci-dessous.
La population du canton comporte 49,1 % d'hommes et 50,9 % de femmes. Elle présente en 2009 une structure par grands groupes d'âge similaire à celle de la France métropolitaine. 
Il existe en effet 97 jeunes de moins de 20 ans pour cent personnes de plus de 60 ans, alors que pour la France l'indice de jeunesse, qui est égal à la division de la part des moins de 20 ans par la part des plus de 60 ans, est de 1,06. L'indice de jeunesse du canton est par contre supérieur à celui  du département (0,87) et à celui de la région (0,84).
| Hommes | Classe d’âge | Femmes |
| ------ | ------------ | ------ |
| 0,5    | 90 ans ou +  | 1,3    |
| 7,7    | 75 à 89 ans  | 11,0   |
| 15,4   | 60 à 74 ans  | 15,0   |
| 21,6   | 45 à 59 ans  | 20,9   |
| 20,6   | 30 à 44 ans  | 20,1   |
| 13,9   | 15 à 29 ans  | 12,8   |
| 20,2   | 0 à 14 ans   | 18,9   |

| Hommes | Classe d’âge | Femmes |
| ------ | ------------ | ------ |
| 0,5    | 90 ans ou +  | 1,4    |
| 7,9    | 75 à 89 ans  | 11,9   |
| 15,5   | 60 à 74 ans  | 15,6   |
| 21,5   | 45 à 59 ans  | 20,7   |
| 19,3   | 30 à 44 ans  | 18,4   |
| 16,3   | 15 à 29 ans  | 15,1   |
| 19,0   | 0 à 14 ans   | 16,9   |